# 董大勝
董大胜（1954年4月—），男，汉族，辽宁抚顺人，中华人民共和国政治人物，现任审计署副审计长、党组副书记。
曾任第十二届全国政协委员、经济委员会副主任，中国审计学会会长。

## 生平
1999年12月任审计署副审计长、党组成员